# سر ادموند آنتروباس

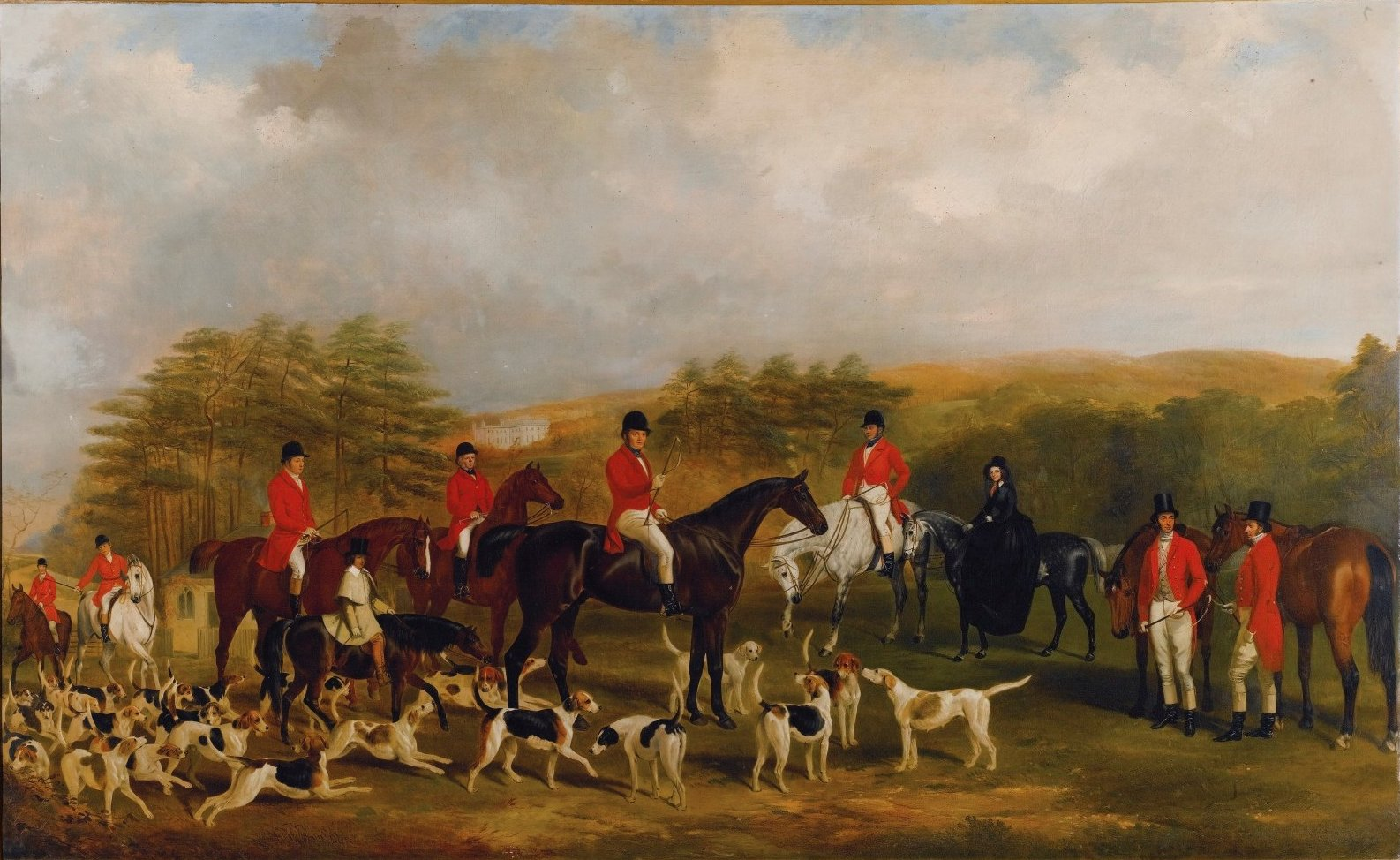
سر ادموند آنتروبوس و ساری فاکس هاندز قدیمی در پای ادینگتون هیلز

سر ادموند آنتروباس (انگلیسی: Sir Edmund Antrobus, 3rd Baronet; ۳ سپتامبر ۱۸۱۸ – ۱ آوریل ۱۸۹۹) بارون و سیاستمدار اهل پادشاهی متحد بریتانیای کبیر و ایرلند بود. املاک او شامل محوطهٔ استون‌هنج می‌شد. در اواخر عمر او دولت انگلستان تلاش کرد برای محافظت از یادمان‌های باستانی، محوطهٔ استون‌هنج را از او بخرد ولی سر ادموند تا آخر عمرش به مأموران دولتی حتی اجازهٔ نزدیک شدن به استون‌هنج را نداد.